# Confine tra Mongolia e Russia
Il confine tra la Mongolia e la Russia (Монгол-Оросын хил/Российско-монгольская граница) descrive la linea di demarcazione tra questi due stati. Ha una lunghezza di 3.485 km.

## Caratteristiche

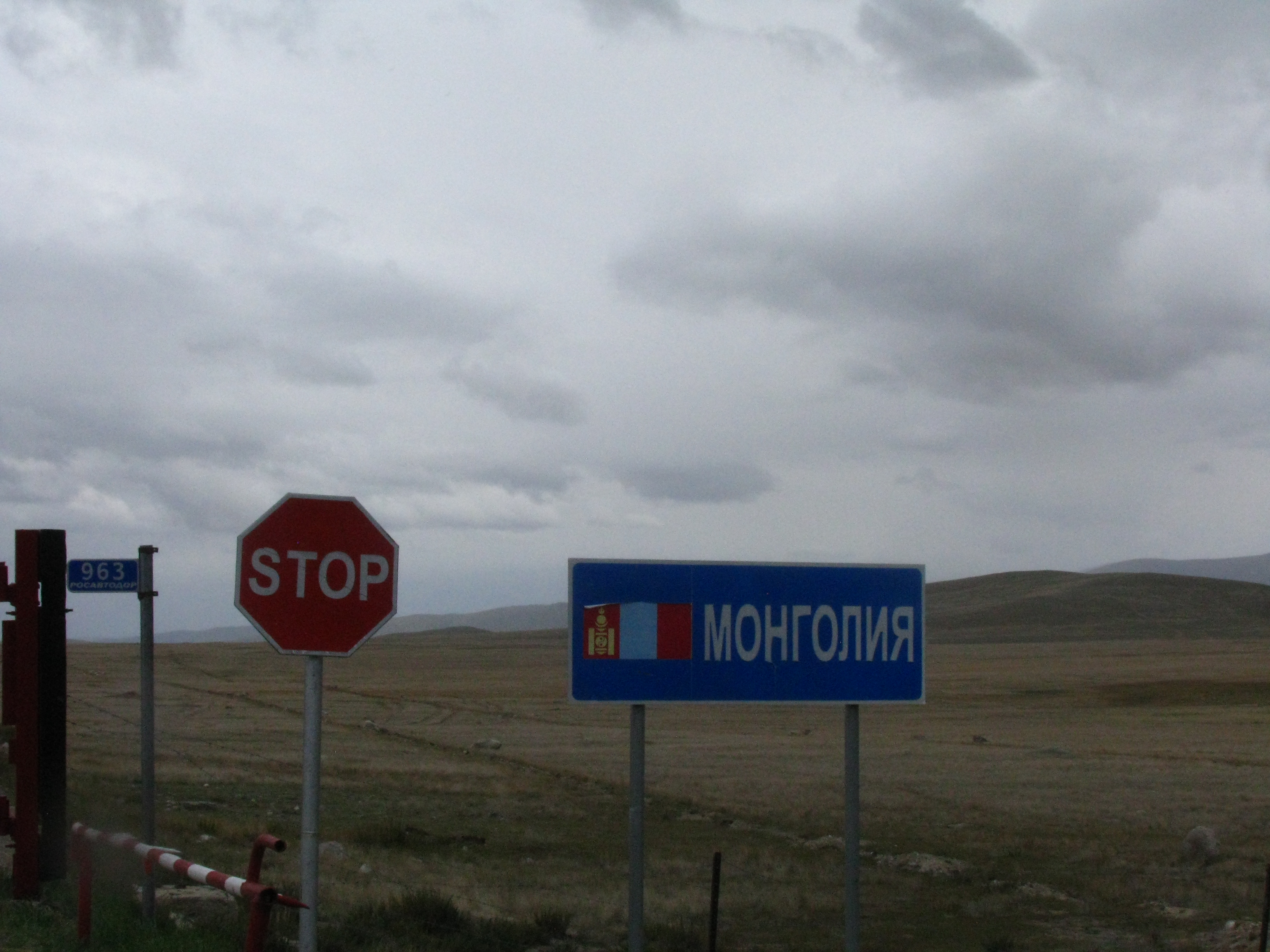
Segnale d'ingresso in Mongolia

La Mongolia è incuneata tra la Cina e la Russia.
Il confine riguarda la parte nord della Mongolia e la parte sud della Russia e ha un andamento generale da ovest verso est. Esso inizia alla triplice frontiera tra Cina, Russia e Mongolia, collocata ad ovest di quest'ultimo Paese. Fino al XVII secolo, i confini tra questi tre Stati erano rimasti assai nebulosi. Sebbene le due nazioni non confinino direttamente tra di loro, il punto più occidentale del Paese mongolo dista poco di meno di 50 km dal Kazakistan.
La linea di demarcazione termina poi dopo più di 3.000 km alla triplice frontiera tra gli stessi tre stati collocata ad est della Mongolia.

## Storia
L'attuale confine tra i due Paesi fu istituito nel 1727, quando la Mongolia faceva ancora parte dell'Impero Qing: pertanto, si trattò di un accordo raggiunto con la Cina.
La sezione del confine tra Mongolia e Tuva, in Russia, è stata istituita nel 1940 da un accordo di confine tra Mongolia e Repubblica Popolare di Tuva, con lievi modifiche aggiunte nel 1958 e nel 1976.
La delimitazione del confine iniziò nel 1959-1960 per la sezione Mongolia-Tuva e nel 1977-1979 per il resto della demarcazione. Le discussioni terminarono il 29 novembre 1980 con la firma del Trattato di confine tra Mongolia e Unione Sovietica.

## Regioni sul confine
In Mongolia sono interessate dal confine le seguenti province (da ovest verso est):
- Provincia del Bajan-Ôlgij
- Provincia dell'Uvs
- Provincia del Zavhan
- Provincia del Hôvsgôl
- Provincia di Bulgan
- Provincia del Sėlėngė
- Provincia del Hėntij
- Provincia del Dornod.

In Russia sono coinvolte dal confine i seguenti Soggetti federali:
- Repubblica dell'Altaj
- Tuva
- Buriazia
- Territorio della Transbajkalia